# Cao Cán
Cao Cán (chữ Hán: 高幹; ?-206) là tướng tham gia cuộc chiến tranh quân phiệt thời Tam Quốc trong lịch sử Trung Quốc.

## Trấn giữ Tinh châu
Cao Cán là cháu gọi quân phiệt Viên Thiệu bằng cậu. Ông theo Viên Thiệu từ khi Viên Thiệu còn là Thái thú Bột Hải – chức do Đổng Trác phong năm 189.
Năm 191, cuộc chiến chống quyền thần Đổng Trác do Viên Thiệu phát động không thành công, các chư hầu quay sang thôn tính lẫn nhau. Viên Thiệu muốn chiếm cả Ký châu của Hàn Phức nhưng sợ không đủ sức, bèn nghe theo kế của Phùng Kỷ, sai sứ đi mời Công Tôn Toản ở Liêu Đông cùng đánh và chia đôi Ký châu. Khi Công Tôn Toản mang quân tới sát lãnh địa uy hiếp Ký châu, Hàn Phức sợ hãi. Đoán được tâm lý lo lắng của Hàn Phức, Viên Thiệu sai Cao Cán đi cùng mưu sĩ Tuân Thầm đến dọa Hàn Phức, khuyên nhường chức châu mục Ký châu cho Viên Thiệu. Hàn Phức nghe theo, nhường chức cho Viên Thiệu làm châu mục Ký châu.
Năm 199, Viên Thiệu tiêu diệt quân phiệt Công Tôn Toản, làm chủ Hà Bắc. Ngoài Ký châu tự trấn thủ, Viên Thiệu giao cho con cả Viên Đàm giữ Thanh châu, con thứ Viên Hy giữ U châu, còn Cao Cán được sai giữ Tinh châu.
Năm 200, Viên Thiệu đại bại ở trận Quan Độ. Cao Cán trong số các tướng lĩnh hộ tống Viên Thiệu chạy về Ký châu. Sau đó ông trở về trấn thủ Tinh châu.

## Thất bại
Năm 202, Viên Thiệu qua đời. Tào Tháo lợi dụng các con Viên Thiệu là Viên Đàm và Viên Thượng tranh giành quyền lực, chia rẽ và tấn công anh em họ Viên. Năm 204, Viên Thượng thất thế định chạy sang Tinh châu, nhưng Cao Cán không dung nạp. Viên Thượng phải chạy sang U châu với Viên Hy. Cao Cán bỏ họ Viên, sai sứ sang gặp Tào Tháo xin hàng. Tào Tháo chấp thuận, cho ông tiếp tục làm Thứ sử Tinh châu.
Tào Tháo thấy họ Viên suy kiệt, thừa cơ tấn công tiêu diệt Viên Đàm năm 205. Anh em Viên Hy và Viên Thượng bỏ chạy lên dựa vào thủ lĩnh bộ tộc Ô Hoàn là Đạp Đốn. Tào Tháo mang quân đánh Ô Hoàn.
Sử ghi: giữa lúc Tào Tháo đánh Ô Hoàn thì đột nhiên Cao Cán làm phản. Nhưng các sử gia cho rằng nguyên nhân không rõ ràng và rất có thể vì lúc đó việc lợi dụng Cao Cán để diệt họ Viên không còn nên ông bị Tào Tháo quy kết làm phản. Tào Tháo sai Nhạc Tiến, Lý Điển đi đánh Cao Cán để thôn tính Tinh châu, tiến vào ải Hồ Quan.
Giữa lúc đó, Đạp Đốn cũng bị Tào Tháo đánh bại, cùng anh em Viên Thượng, Viên Hy chạy lên Liêu Đông, nơi thủ lĩnh Công Tôn Khang trấn giữ.
Tào Tháo trong khi tác chiến với Ô Hoàn lại sai Thái thú Hà Đông chặn đường rút về nam của Cao Cán. Lý Điển và Nhạc Tiến đánh Hồ Quan mãi không hạ được khiến Tào Tháo phải thân chinh mang đại quân đến.
Hai bên giao chiến từ tháng giêng tới tháng 3 năm 206, Tào Tháo mới giành được ưu thế. Trước tình hình nguy cấp, Cao Cán để Hồ Quan cho một bộ tướng trấn giữ, còn mình bỏ Tinh châu chạy lên phía bắc, chạy sang đất Hung Nô cầu cứu Thiền vu Nam Hung Nô. Thiền Vu Nam Hung Nô không đồng ý xuất quân giúp Cao Cán, ông đành trở về Tinh châu. Nhưng trên đường chạy về, ông bị Đô úy Thượng Lạc là Vương Diễm bắt giết. Không rõ năm đó Cao Cán bao nhiêu tuổi.
Không lâu sau (207), Viên Thượng và Viên Hy đến Liêu Đông gặp Công Tôn Khang, bị Khang giết chết để hàng Tào Tháo.

## Trong Tam Quốc diễn nghĩa
Cao Cán trong tiểu thuyết Tam quốc diễn nghĩa của La Quán Trung không phải là cháu mà là con rể của Viên Thiệu. Tác phẩm không đề cập việc ông đầu hàng Tào Tháo khi anh em họ Viên chưa bị diệt hẳn. Việc ông qua cầu viện Nam Hung Nô không thành cũng được thực hiện khi thành Hồ Quan đã mất.